# Supíkovice
Supíkovice – miejscowość i gmina (obec) w Czechach, w kraju ołomunieckim, w powiecie Jesionik. W 2022 roku liczyła 651 mieszkańców.